# Christelle Bosker
Pour les articles homonymes, voir Bosker.
Christelle Bosker (née le 30 mai 1980) est une athlète handisport sud-africaine.

## Biographie
Souffrant d'hémiplégie depuis sa naissance, Christelle Bosker participe aux Jeux paralympiques d'été de 2000 à Sydney. Elle y remporte la médaille de bronze du lancer du poids, la médaille d'or du lancer du disque et la médaille d'or du lancer du javelot.